# 鲇鱼山镇
鲇鱼山镇，是中华人民共和国江西省景德镇市昌江区下辖的一个乡镇级行政单位。

## 行政区划
鲇鱼山镇下辖以下地区：
鱼山社区、鱼山村、凤岗村、吕蒙村、礼城村、徐坊村、留阳村、上徐村、金桥村、徐湾村、慈义村、新桥村、新柳村、关山村、良港村和鱼山镇农科所社区。